# C4A
O Complemento C4-A é uma proteína que em humanos é codificada pelo gene C4A.

## Função
Este gene codifica a forma ácida do fator 4 do complemento, parte da via clássica de ativação. A proteína é expressa como um precursor de cadeia única que é clivada proteoliticamente num trímero de cadeias alfa, beta e gama antes da secreção. O trímero fornece uma superfície para interação entre o complexo antígeno-anticorpo e outros componentes do complemento. A cadeia alfa pode ser clivada para liberar a anafilatoxina C4, um mediador da inflamação local. A deficiência dessa proteína está associada ao lúpus eritematoso sistêmico e ao diabetes mellitus tipo I. O excesso de produção está associado à esquizofrenia e transtorno bipolar com psicose. Este gene localiza-se na região do complexo principal de histocompatibilidade (MHC) de classe III no cromossomo 6. Existem haplótipos variados desse aglomerado de genes, de modo que os indivíduos podem ter 1, 2 ou 3 cópias desse gene.